# Teatro di Marcello
Il teatro di Marcello (in latino Theatrum Marcelli) è un teatro della Roma antica, tuttora parzialmente conservato, innalzato per volere di Cesare nella zona meridionale del Campo Marzio (nota come Circo Flaminio) tra il fiume Tevere e il Campidoglio.

## Storia

### Antichità

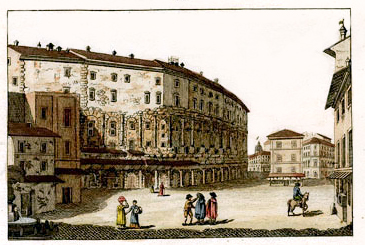
Un'illustrazione del 1810 del teatro di Marcello

L'importanza che avevano i ludi scaenici durante le campagne elettorali nella tarda repubblica è cosa nota ed è documentata dal teatro di Pompeo (del 55 a.C.), dall'anfiteatro provvisorio di Statilio Tauro (29 a.C.), dal teatro di Balbo (13 a.C.) e, appunto, dal teatro di Marcello.
Giulio Cesare progettò la costruzione di un teatro, destinato a rivaleggiare con quello edificato nel Campo Marzio da Pompeo. A questo scopo venne espropriata una vasta area, demolendo anche alcuni edifici sacri, come un tempio dedicato alla dea Pietas e uno forse da identificare col tempio di Diana. Alla morte del dittatore tuttavia erano solo state gettate le fondazioni e i lavori furono ripresi da Augusto, che riscattò con il proprio denaro un'area ancora più vasta e fece innalzare un edificio di dimensioni maggiori di quello originariamente previsto. Questo allargamento comportò probabilmente l'occupazione della parte curva del Circo Flaminio, che da allora divenne una semplice piazza, e lo spostamento e la ricostruzione degli edifici sacri circostanti, come l'antico tempio di Apollo e il tempio di Bellona.
Il primo utilizzo del nuovo edificio per spettacoli risale all'anno 17 a.C., durante i ludi saeculares ("ludi secolari"). Nel 13 a.C. il nuovo edificio venne ufficialmente inaugurato con giochi sontuosi e dedicato a Marco Claudio Marcello, il nipote dell'Imperatore, figlio della sorella Ottavia, che Augusto aveva designato come erede, dandogli in moglie la propria figlia Giulia, ma che era morto prematuramente. Svetonio racconta che, durante la cerimonia di inaugurazione, la sedia curule di Augusto cedette di schianto ed egli cadde supino. In questa occasione sulla scena del teatro furono collocate quattro colonne di marmo africano, prese dalla casa di Marco Emilio Scauro sul Palatino e una statua di Marcello in bronzo dorato.
Un primo restauro della scena si ebbe sotto Vespasiano e altri restauri si ebbero sotto Alessandro Severo. Nonostante il possibile reimpiego di alcuni blocchi di travertino provenienti dalla facciata nel restauro del 370 del ponte Cestio, il teatro sembra fosse ancora utilizzato e nel 421 si ebbe un restauro delle statue collocate nell'edificio a cura di Petronio Massimo, praefectus urbi.

### Età medievale
In epoca medioevale venne man mano occupato da piccole costruzioni e si trasformò in un castello fortificato, inizialmente di proprietà dei Faffo o Fabi detti di Pescheria (sec. XII) e poi passato ai Pierleoni (sec.XIV) e quindi dalla seconda metà del XIV secolo ai Savelli, che fecero ristrutturare da Baldassarre Peruzzi il palazzo tuttora esistente (Palazzo Savelli Orsini) sopra le arcate della facciata. Nel XVIII secolo ne divennero proprietari gli Orsini duchi di Gravina, fino agli espropri degli anni trenta e ai successivi lavori di liberazione (1926-1932), con i quali furono eliminate le numerose botteghe e abitazioni che occupavano le arcate e lo spazio circostante; contemporaneamente i fornici, allora interrati per circa 4 m di altezza, vennero sterrati. I restauri comportarono il consolidamento di una parte delle arcate interne, con speroni in mattoni, e il rifacimento di parte della facciata, con ripresa dello schema architettonico delle arcate in pietra sperone.
| Planimetria del Campo Marzio meridionale |
| --- |
| Tevere Navalia Circus Flaminius Teatro di Marcello T. di Diana T. della Pietà T. di Giano T. di Giunone T. di Spes Tempio di Bellona Tempio di Apollo Sosiano Tempio di Giove Statore Tempio di Giunone Regina Portico d'Ottavia Portico di Filippo T. d'Ercole Portico d'Ottavio Teatro di Balbo Crypta Balbi Portico di Minucio T. delle Ninfe Diribitorium T. di Giuturna T. della Fortuna T. di Feronia T. dei Lari Permarini Curia di Pompeo Portico di Pompeo Teatro di Pompeo Tempio di Venere Vincitrice Templi di Marte e Nettuno Santuario di Ercole Magnus Custos Tempio di Castore e Polluce Ponte Fabricio Isola Tiberina Porticus Maximae T. di Vulcano Porticus Divorum Villa Publica Hecatostylum T. della Fortuna equestre Anfiteatro di Statilio Tauro (?) |

## Descrizione

### Struttura
Il teatro di Marcello costituisce uno dei più antichi edifici per spettacolo romani giunti fino a noi, nel quale l'articolazione del teatro romano appare già del tutto delineata, con la "cavea" a pianta semicircolare sorretta da articolate sostruzioni. Muri a raggiera, collegati da volte a botte inclinate sotto i gradini della cavea, vengono interrotti da due ambulacri concentrici, uno esterno, che si apre con arcate e uno più interno ("Ambulacro dei Cavalieri").
La struttura dei fornici si ripete a gruppi di sei: uno con rampa in leggera salita conduce all'ambulacro più interno, due affiancati ospitano le rampe per salire e scendere dai piani superiori, mentre altri tre comunicano tra loro. Oltre l'ambulacro interno i fornici proseguono con vani lunghi e stretti e di altezza minore. Gli ambienti più esterni, suddivisi da tramezzi in muratura probabilmente in epoca giulio-claudia, furono probabilmente utilizzati come botteghe sin dagli inizi. Un ambiente centrale presenta sulla volta una decorazione in stucco bianco articolata in tondi e ottagoni con figure di repertorio, che fu realizzata probabilmente nella seconda metà del II secolo.
Il teatro poteva ospitare circa 15.000 spettatori e fino a 20.000 in condizioni di massimo affollamento, stima che coinciderebbe con quanto riportato nei Cataloghi Regionari.

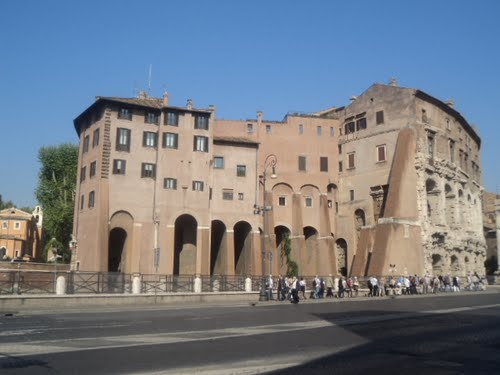
Parte del palazzo Savelli Orsini sopra le arcate dei fornici del teatro di Marcello restaurate negli anni trenta
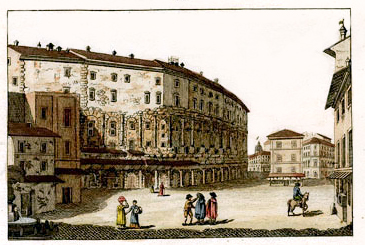

### La facciata

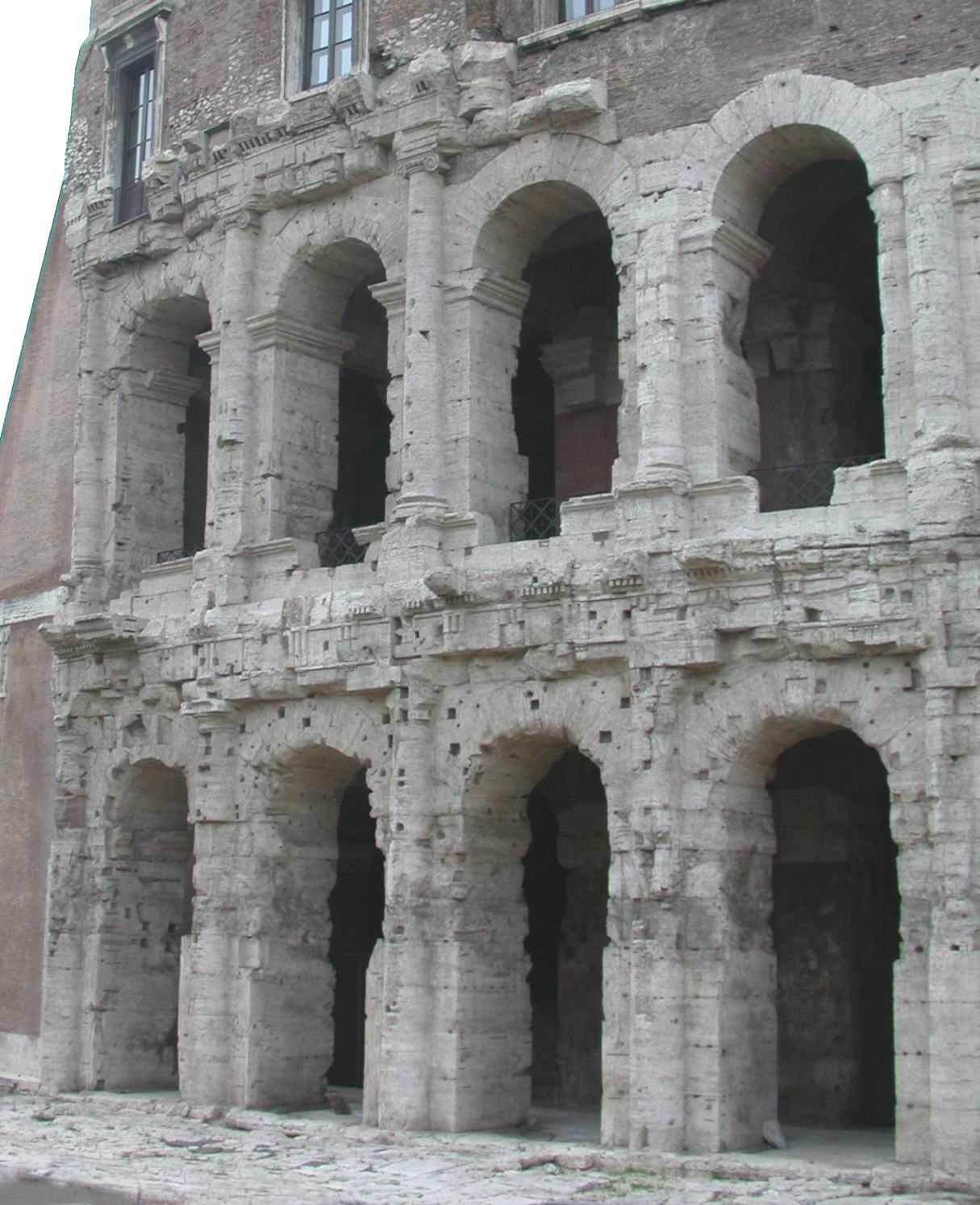
Particolare della facciata con i due ordini di arcate

La facciata in travertino presenta tre ordini, i due inferiori con le arcate inquadrate da un ordine di semicolonne doriche (con capitelli tuscanici e prive di base) al piano terreno e ioniche superiormente. Originariamente le arcate erano 41 e le semicolonne 42. I due ordini sono separati da una fascia con risalti in corrispondenza delle semicolonne, che funge da marcapiano. L'attico al terzo piano, del quale restano poche tracce, si presentava invece a parete continua ed era decorato con paraste corinzie. Le chiavi d'arco erano decorate da grandi mascheroni teatrali in marmo bianco, alcuni dei quali furono recuperati durante gli scavi. L'altezza originaria doveva così raggiungere i 32,60 metri circa (oggi la parte superstite ne misura circa 20). L'uso dei vari ordini architettonici in un medesimo edificio prendeva ispirazione dall'architettura di epoca sillana (ad esempio dal Tabularium)

### I materiali e le tecniche costruttive
A causa della natura paludosa del terreno, molto vicino al fiume, le fondazioni furono rafforzate con l'inserimento di pali di rovere sopra i quali venne gettata un'estesa piattaforma in calcestruzzo, dove poggiano i primi due filari di fondazione delle murature. Anche l'alternanza dei materiali per i blocchi di cui si compongono i pilastri risponde alle necessità statiche: le arcate interne del deambulatorio, i muri radiali dei cunei e il primo tratto dei fornici erano in blocchi di tufo per i primi dieci metri di lunghezza, poi in opera cementizia con paramento in reticolato, con inserti in travertino per le imposte e le chiavi d'arco; le pareti degli ambulacri interni sono invece in muratura; le volte tutte in calcestruzzo. La stanza in fondo all'ingresso centrale ha conservato un tratto degli stucchi decorativi sulla volta.

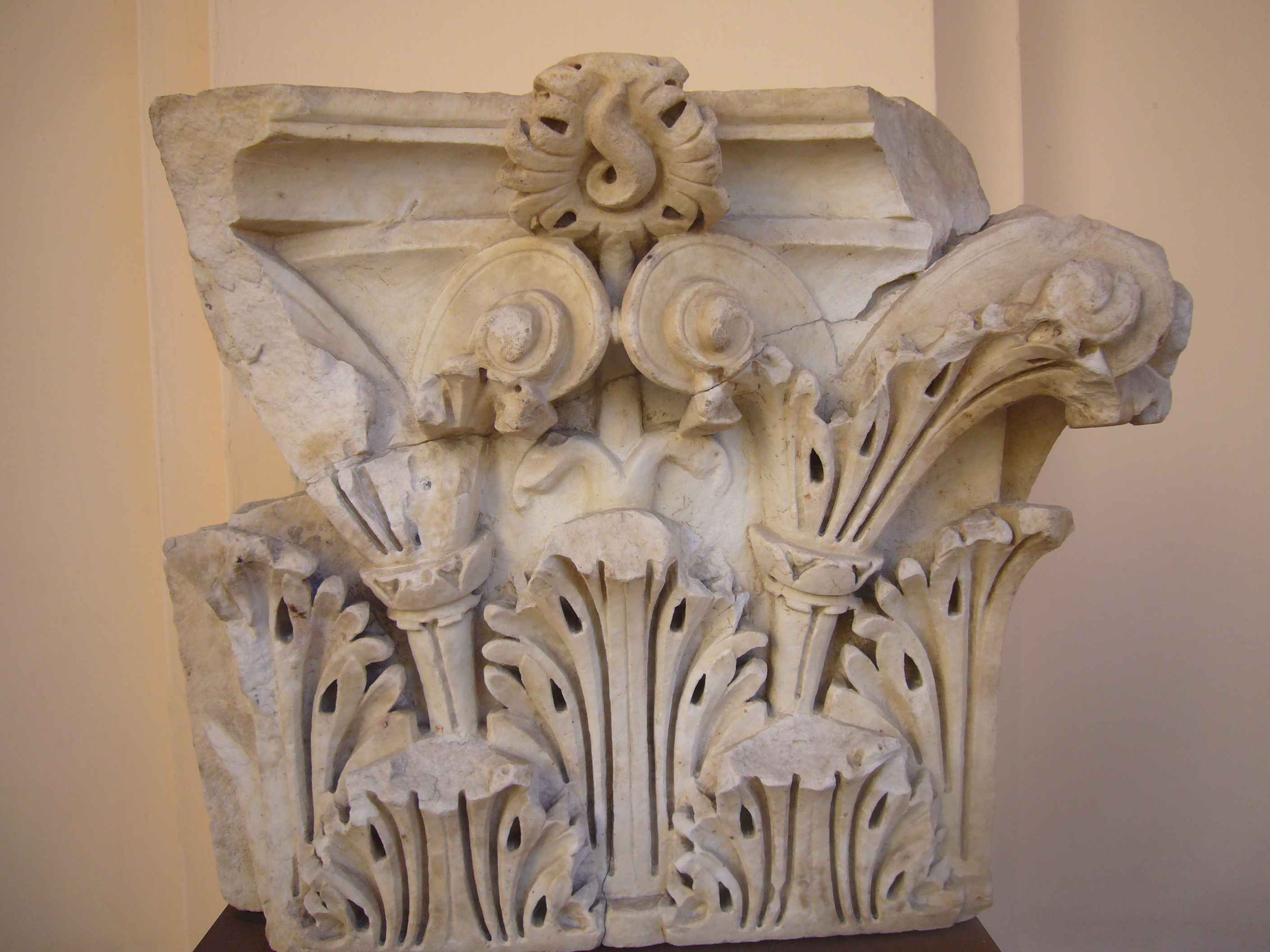
Capitello corinzio di lesena dal Teatro di Marcello. Nella loggia della casa di Flaminio Ponzio ricostruita a piazza Campitelli
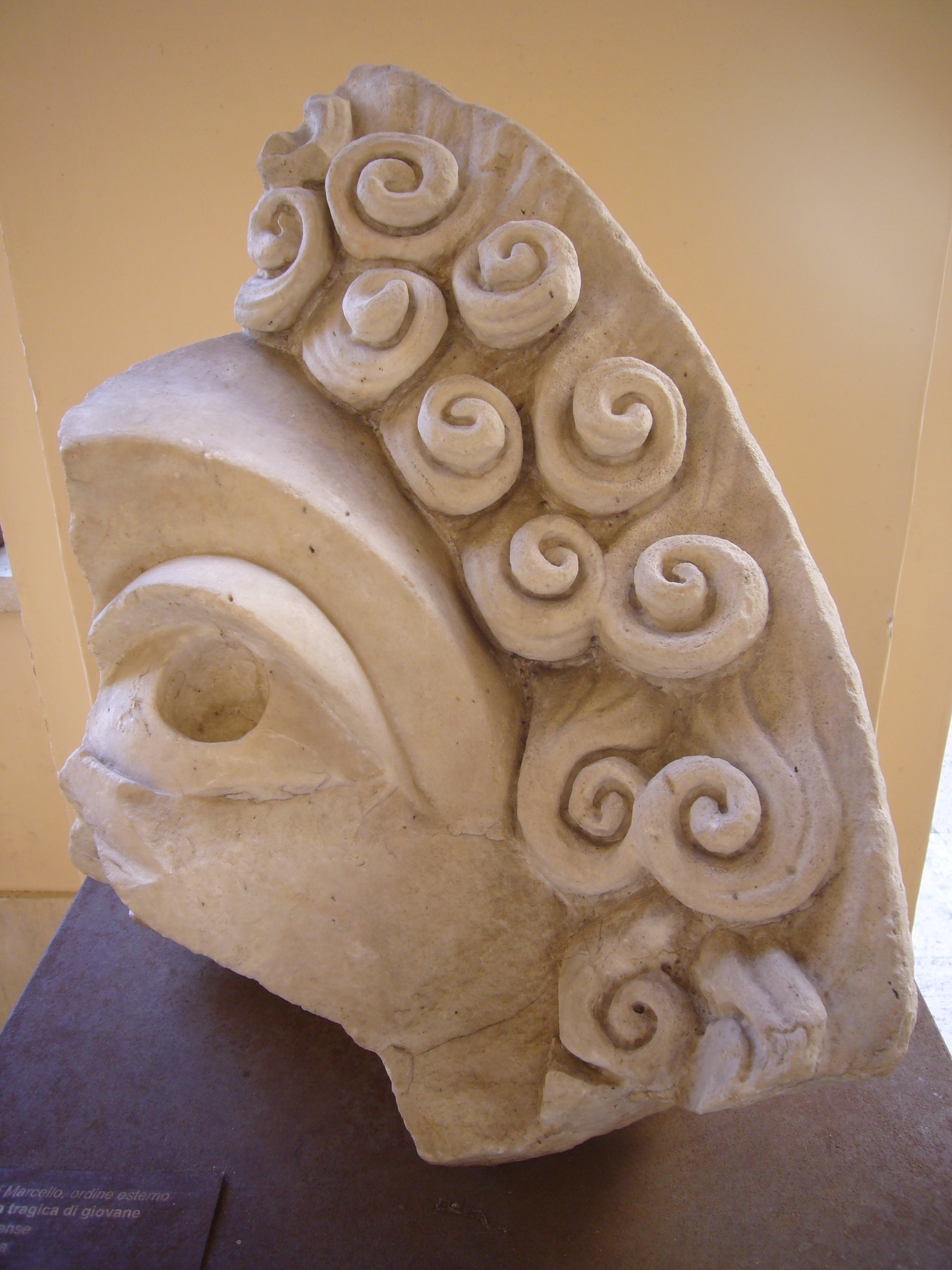
Maschera tragica dal Teatro di Marcello. Nella loggia della casa di Flaminio Ponzio ricostruita a piazza Campitelli
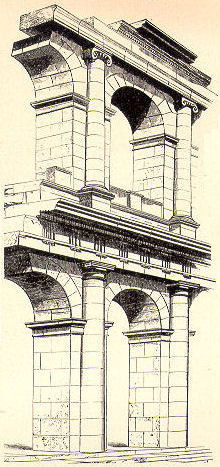
Struttura degli archi del teatro

### La cavea
La cavea (del diametro di 129,80 metri) era divisa in una parte inferiore (ima cavea), accessibile dall'"Ambulacro dei Cavalieri", una parte intermedia (media cavea), accessibile dal secondo piano, e una parte superiore (summa cavea) accessibile tramite scale dall'ultimo livello. In corrispondenza dell'orchestra (del diametro di 37 metri) sono stati visti i bassi gradini di marmo che ospitavano i seggi dei posti riservati ("proedria").

### La scena
La scena, celebrata per la sua sontuosità e più volte restaurata, è completamente perduta, ma è riportata in un frammento della Forma Urbis Severiana, la pianta marmorea di Roma antica risalente agli inizi del III secolo: si presentava rettilinea e con un portico di sei colonne verso l'esterno. Ai lati della scena erano due "Aule regie", ambienti absidati coperti con volte a crociera: in quella di sinistra restano ancora in piedi un pilastro e una colonna. Dietro la scena si trovava una grande esedra, dove avevano trovato posto i due tempietti ricostruiti della Pietas e di Diana.

## Importanza architettonica
Il teatro di Marcello è un interessante documento del periodo di transizione verso il classicismo della tarda età augustea, fuso con una certa ricchezza nella decorazione (come nel fregio dorico sul primo ordine). La sobrietà nella struttura della facciata ne fece un modello di riferimento per ogni teatro e anfiteatro romano futuro.
Tuttavia in questa opera non mancarono le incertezze, come dimostra la diversa ampiezza degli archi delle aperture.